# كراغوييفاتس
كراغوييفاتش (Крагујевац) مدينة تقع في منطقة شومادييا وسط صربيا .

## المناخ
يظهر الجدول التالي التغييرات المناخية على مدار السنة لكراغوييفاتس:
| البيانات المناخية لـكراغوييفاتس                        | البيانات المناخية لـكراغوييفاتس | البيانات المناخية لـكراغوييفاتس | البيانات المناخية لـكراغوييفاتس | البيانات المناخية لـكراغوييفاتس | البيانات المناخية لـكراغوييفاتس | البيانات المناخية لـكراغوييفاتس | البيانات المناخية لـكراغوييفاتس | البيانات المناخية لـكراغوييفاتس | البيانات المناخية لـكراغوييفاتس | البيانات المناخية لـكراغوييفاتس | البيانات المناخية لـكراغوييفاتس | البيانات المناخية لـكراغوييفاتس | البيانات المناخية لـكراغوييفاتس |
| الشهر                                                  | يناير                           | فبراير                          | مارس                            | أبريل                           | مايو                            | يونيو                           | يوليو                           | أغسطس                           | سبتمبر                          | أكتوبر                          | نوفمبر                          | ديسمبر                          | المعدل السنوي                   |
| ------------------------------------------------------ | ------------------------------- | ------------------------------- | ------------------------------- | ------------------------------- | ------------------------------- | ------------------------------- | ------------------------------- | ------------------------------- | ------------------------------- | ------------------------------- | ------------------------------- | ------------------------------- | ------------------------------- |
| الدرجة القصوى °م (°ف)                                  | 20.6 (69.1)                     | 24.2 (75.6)                     | 29.4 (84.9)                     | 31.4 (88.5)                     | 35.4 (95.7)                     | 39.4 (102.9)                    | 43.9 (111.0)                    | 40.4 (104.7)                    | 37.4 (99.3)                     | 32.6 (90.7)                     | 27.6 (81.7)                     | 21.0 (69.8)                     | 43.9 (111.0)                    |
| متوسط درجة الحرارة الكبرى °م (°ف)                      | 5.2 (41.4)                      | 7.3 (45.1)                      | 12.5 (54.5)                     | 17.8 (64.0)                     | 23.0 (73.4)                     | 26.1 (79.0)                     | 28.7 (83.7)                     | 28.8 (83.8)                     | 24.0 (75.2)                     | 18.5 (65.3)                     | 11.6 (52.9)                     | 6.2 (43.2)                      | 17.5 (63.5)                     |
| المتوسط اليومي °م (°ف)                                 | 0.9 (33.6)                      | 2.3 (36.1)                      | 6.6 (43.9)                      | 11.7 (53.1)                     | 16.7 (62.1)                     | 20.0 (68.0)                     | 21.9 (71.4)                     | 21.5 (70.7)                     | 16.9 (62.4)                     | 11.9 (53.4)                     | 6.4 (43.5)                      | 2.1 (35.8)                      | 11.6 (52.9)                     |
| متوسط درجة الحرارة الصغرى °م (°ف)                      | −2.6 (27.3)                     | −1.9 (28.6)                     | 1.8 (35.2)                      | 5.9 (42.6)                      | 10.6 (51.1)                     | 13.8 (56.8)                     | 15.3 (59.5)                     | 15.1 (59.2)                     | 11.3 (52.3)                     | 7.1 (44.8)                      | 2.5 (36.5)                      | −1.1 (30.0)                     | 6.5 (43.7)                      |
| أدنى درجة حرارة °م (°ف)                                | −27.6 (−17.7)                   | −23.8 (−10.8)                   | −18.3 (−0.9)                    | −5.8 (21.6)                     | −0.6 (30.9)                     | 2.7 (36.9)                      | 7.2 (45.0)                      | 4.6 (40.3)                      | −2.2 (28.0)                     | −6.6 (20.1)                     | −16.4 (2.5)                     | −20.7 (−5.3)                    | −27.6 (−17.7)                   |
| الهطول مم (إنش)                                        | 37.9 (1.49)                     | 37.0 (1.46)                     | 42.3 (1.67)                     | 53.9 (2.12)                     | 58.7 (2.31)                     | 76.4 (3.01)                     | 57.7 (2.27)                     | 58.6 (2.31)                     | 51.6 (2.03)                     | 48.9 (1.93)                     | 49.5 (1.95)                     | 45.8 (1.80)                     | 618.5 (24.35)                   |
| متوسط أيام هطول الأمطار (≥ 0.1 mm)                     | 12                              | 12                              | 11                              | 12                              | 13                              | 12                              | 9                               | 8                               | 9                               | 10                              | 11                              | 13                              | 132                             |
| متوسط الأيام المثلجة                                   | 8                               | 7                               | 4                               | 1                               | 0                               | 0                               | 0                               | 0                               | 0                               | 0                               | 3                               | 7                               | 29                              |
| متوسط الرطوبة النسبية (%)                              | 79                              | 75                              | 69                              | 67                              | 68                              | 68                              | 65                              | 67                              | 72                              | 75                              | 77                              | 81                              | 72                              |
| ساعات سطوع الشمس الشهرية                               | 71.9                            | 94.8                            | 144.5                           | 180.4                           | 234.5                           | 257.4                           | 293.5                           | 275.5                           | 200.8                           | 152.1                           | 93.9                            | 63.7                            | 2٬078٫1                         |
| المصدر: Republic Hydrometeorological Service of Serbia |                                 |                                 |                                 |                                 |                                 |                                 |                                 |                                 |                                 |                                 |                                 |                                 |                                 |

## توأمة
لكراغوييفاتس اتفاقيات توأمة مع كل من:
- سوريسن
- بيتيشت
- ترنتشين
- أريحا
- بات يام
- موستار
- نابولي
- بييلسكو-بياوا
- إنغولشتات (3 يوليو 2003 - )
- ريدجو إميليا
- كرارا
- سبرينغفيلد
- موجيلوف
- أوخريد
- كارلوفاتش (1968 - )

## أعلام
- لوكا ميليفويفيتش
- توميسلاف نيكوليتش